# Мария Каролина Савойская
Мари́я Кароли́на Антонье́тта Аделаи́да Саво́йская (итал. Maria Carolina Antonietta Adelaide di Savoia, нем. Maria Carolina Antonietta Adelaide von Savoyen; 17 января 1764, Турин, Сардинское королевство — 28 декабря 1782, Дрезден, Саксонское курфюршество) — итальянская принцесса из Савойского дома, дочь Виктора Амадея III, короля Сардинии; в замужестве — принцесса Саксонская.

## Биография
Мария Каролина Антоньетта Аделаида Савойская родилась в Турине 17 января 1764 года. Она была младшей дочерью Виктора Амадея III, герцога Савойского и короля Сардинии от инфанты Марии Антонии Испанской. Воспитывалась при дворе в Турине вместе с братьями принцем Карлом Феликсом, будущим королём Сардинии и принцем Бенедиктом Плацидом, графом Морьена.
Несмотря на протесты дочери, Виктор Амадей III решил выдать её замуж за принца Антона Саксонского. 28 сентября 1781 года в часовне замка в Монкальери состоялось заключение брака по доверенности. Жениха представлял старший брат невесты, принц Карл Эммануил Савойский. На церемонии в качестве официального посла Саксонского курфюршества присутствовал граф Камилло Марколини.
Свадебные торжества прошли в нескольких районах столицы королевства. Официальные балы были даны в Швейцарском зале королевского дворца в Турине и в замке в Монкальери. Торжественный прием состоялся также во дворце Гонтьери. 
17 сентября 1782 года Мария Каролина покинула Турин. Королевская семья провожала её до Верчелли. 24 октября кортеж прибыл в Дрезден, где принцесса впервые увидела своего мужа. Тем же вечером состоялось их венчание.
Курфюрст Фридрих Август I и его брат принц Антон Клеменс делали всё, чтобы пребывание Марии Каролины в Саксонии было для неё приятным, но молодая принцесса оставалась грустной и тосковала по родине. Между 14 и 15 декабря 1782 года она заболела оспой и умерла 28 декабря, в возрасте 18 лет. Её похоронили в крипте Хофкирхе в Дрездене.
История о скоропостижно скончавшейся савойской принцессе послужила основой для народной песни «Прекрасная мадемуазель» (пьем. La Bela Madamin) на пьемонтском диалекте. Это стихотворение полностью процитировано итальянским поэтом Гвидо Гоццано в его новелле «Турин в прежние времена» (итал. Torino d'altri tempi).

## Брак и титулы
В охотничьем дворце в Ступиниджи 28 сентября 1781 года был заключён брак по доверенности между принцессой Марией Каролиной Савойской и принцем Антоном Клеменсом Саксонским (27.12.1755 — 6.6.1836), сыном Фридриха Кристиана курфюрста Саксонии и Марии Антонии Баварской. Церемония бракосочетания прошла в кафедральном соборе в Дрездене 24 октября 1782 года. Брак был бездетным.
С рождения и до замужества она носила титул Её Королевского высочества, принцессы Савойской, принцессы Сардинской и Пьемонтской. Титул Марии Каролины после замужества и до самой смерти — Её Королевское высочество, принцесса Савойская и принцесса Саксонская.